# Bürgermeisterkanal
Als Bürgermeisterkanal bezeichnet man umgangssprachlich eine öffentliche Abwasseranlage älteren informellen Ursprungs für Niederschlagswasser oder geklärtes Abwasser. Im Abwasserabgabenrecht nennt man derartige Anlagen Teilortskanalisation.
Der Begriff wird umgangssprachlich für Kanäle benutzt, die in der Regel der Entwässerung im ländlichen Raum dienten und teilweise heute noch dienen (besonders ländlichen Gebieten Mitteldeutschlands). Es handelt sich meist um Abwassersysteme, die z. B. als Verrohrungen in Teilabschnitten hergestellt und erst später als Sammelsystem zusammengefügt wurden. Die Kanäle mündeten dann in die nächste Vorflut.
Übergangsweise wurden und werden in Bürgermeisterkanälen auch vorgeklärte Abwasser aus Klärgruben eingeleitet. Heute wird in diesem Zusammenhang oft auch der Begriff Teilortskanalisationen verwendet. Während diese Anlagen früher als Provisorium bis zum Anschluss an eine zentrale Kläranlage betrachtet wurden, haben sie sich seit den 1990er Jahren mancherorts als Dauerlösung etabliert. Dabei wird jedoch angestrebt, die alten Klärgruben durch moderne, vollbiologische Kleinkläranlagen zu ersetzen.